# ييرماكوفسكويي (كراسنويارسك)
ييرماكوفسكويي (بالروسية: Ермаковское) هي مدينة في مقاطعة كراسنويارسك كراي في روسيا يبلغ عدد سكانها حوالي 8876 نسمة.